# ماریاک
ماریاک (به لاتین: Mariak) یک روستا در لهستان است که در گمینا سوشنگه واقع شده‌است.